# Susan Cummings
Susan Cummings (née Susanne Gerda Tafel le 10 juillet 1930 en Bavière, Allemagne) est une actrice germano-américaine de cinéma et de télévision des années 1950 et 1960.

## Biographie
Susan Cummings a commencé sa carrière en 1945 comme danseuse, dans différents théâtres à New York et en particulier à Broadway. Elle fait ses débuts au cinéma en 1946 dans Merrily We Sing. Elle obtient un rôle en 1951 dans la comédie musicale Un Américain à Paris avec Gene Kelly et Leslie Caron. À partir du milieu des années 1950, elle s'oriente plus particulièrement vers la télévision.
Elle se marie en 1953 avec l'acteur Keith Larsen, dont elle divorce en 1962.

## Filmographie

### Télévision

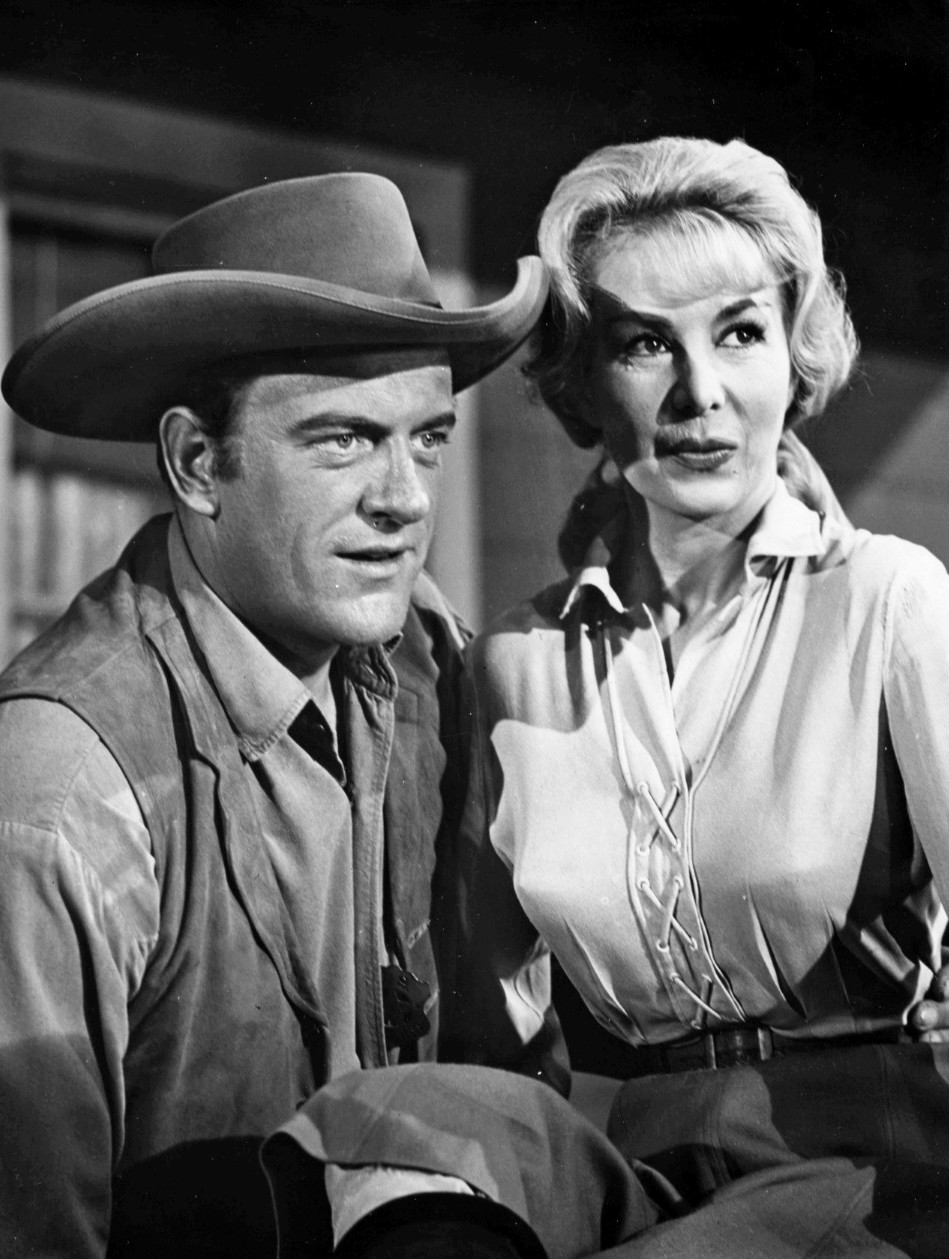
Susan Cummings avec James Arness dans Gunsmoke en 1960

- 1956 : Science Fiction Theater (TV series) (2 episodes: "The Man Who Didn't Know; "Survival in Box Canyon")
- 1959 : Man with a Camera (TV series) (épisode: "The Positive Negative")
- 1957-1959 : Perry Mason (2 épisodes: "The Case of the Fan Dancer's Horse", 1957; "The Case of the Lame Canary", 1959)
- 1960 : Les Incorruptibles (épisode: "Little Egypt") : Hazel Stanley
- 1960 : Peter Gunn (season 3, episode 9: "The Long Green Kill"; 1960) : Paula Garrett
- 1960 : Gunsmoke (episode: "The Peace Officer") : Stella
- 1961 : Cheyenne (épisode: "Winchester Quarantine")
- 1961 : Riverboat (saison 2, épisode 1: "End of a Dream")
- 1962 : The Twilight Zone (épisode: "To Serve Man")
- 1964 : Sur le pont, la marine ! - The Big Impersonation

### Cinéma
- 1946 : Merrily We Sing
- 1951 : Un Américain à Paris
- 1954 : Security Risk
- 1954 : Headline Hunters
- 1955 : Femmes gangsters
- 1956 : The Secret of Treasure Mountain
- 1957 : Tomahawk Trail (en)
- 1957 : Utah Blaine
- 1958 : Man from God's Country
- 1959 : Ordres secrets aux espions nazis (Verboten!) de Samuel Fuller
- 1966 : The Street Is My Beat
- 2003 : Images of Indians: How Hollywood Stereotyped the Native Americans